# Scipione Riva-Rocci
Scipione Riva-Rocci (7 de agosto 1863 – 15 de março 1937) foi um médico italiano internista e pediatra, natural de Almese, Piemonte.  Obteve o seu diploma de médico em 1888, na Universidade de Turim, e de 1900 a 1928 foi director do Hospital de Varese.
Inventou um método simples de usar o esfigmomanómetro. Um originalíssimo esfigmomanómetro fabricado com objetos tão comuns como um tinteiro, alguns tubos de cobre, tubos de bicicleta, e uma quantidade de mercúrio. As suas iniciales RR usavam-se às vezes para indicar pressão sanguínea medida com a sua técnica. O neurocirurgião Harvey Cushing melhorou este aparelho, e desempenhou um papel major, dando ao esfigmomanómetro Riva-Rocci de mercúrio a relevância que merecia e aconselhando-o aos  médicos de todo o mundo.
Riva-Rocci também tem importantes contribuições na medicina pulmonar e respiratória, particularmente nos seus estudos sobre a tuberculose pulmonar. Sendo um jovem médico assistente de Carlo Forlanini na técnica de pneumotórax iatrogénico para o tratamento da tuberculose pulmonar.
Em 1929 tem os primeiros sintomas de uma grave doença infecciosa: a encefalite letárgica, que de certo contraiu por contágio das numerosas pessoas afetadas durante uma epidemia. É obrigado a abandonar a atividade profissional em 1930, e mudou-se com a sua esposa para Rapallo, na Riviera ligura, onde morre sete anos depois, com de 73 anos.

## Algumas publicações
- 1896. Un nuovo sfigmomanometro. Gazz Med Torino 47. 981, 1001